# Calliphona gomerensis
Calliphona gomerensis is een rechtvleugelig insect uit de familie sabelsprinkhanen (Tettigoniidae). De wetenschappelijke naam van deze soort is voor het eerst geldig gepubliceerd in 2007 door Pfau & Pfau.
1. ↑  (en) Calliphona gomerensis op de IUCN Red List of Threatened Species.